# アルテック (家具)
アルテック（Artek）は、フィンランドの家具メーカー。 1935年に建築家・デザイナーのアルヴァ・アアルトとアイノ・アアルト、実業家のマイレ・グリッセン、美術史家・批評家のニルス・グスタフ・ハールによって設立された。
家具の製造・販売の他に、モダニズム文化の促進を目的に活動し、国内外のモダニズム芸術の紹介も行った。社名の由来は、art（芸術）とtechnology（技術）の融合から来ており、1920年代のモダニズム運動のキーワードを合わせた造語になっている。日本語表記にはアルテック社もある。

## 沿革

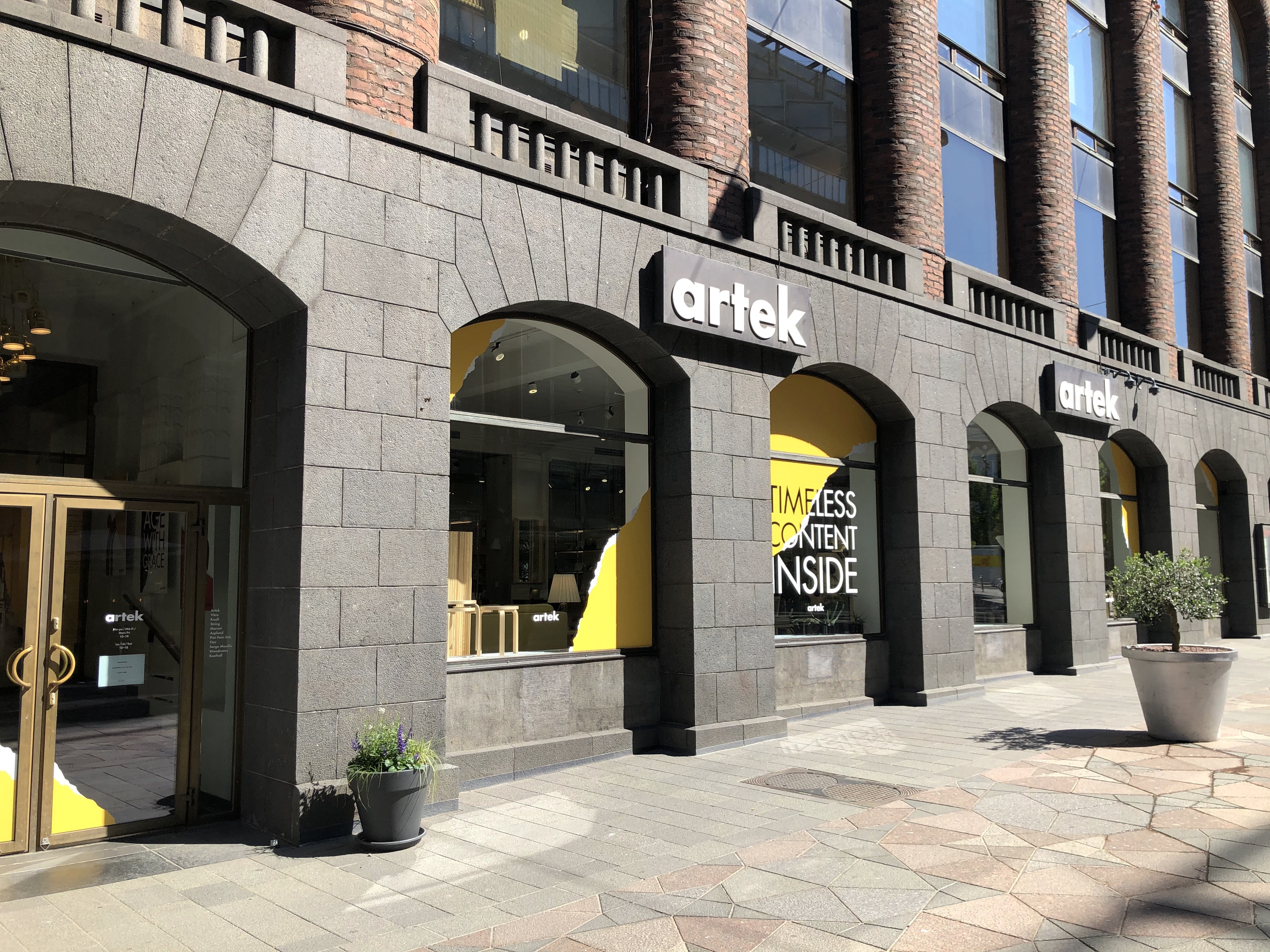
ヘルシンキのアルテック直営店。直営店は1936年にオープンし、1954年と1991年の移転をへて2016年にケスクスカトゥ通りでリニューアルした。

アアルト夫妻は、1920年代後半から家具や照明器具などのデザインのシリーズ化を始め、1929年以降は家具職人のオットー・コルホネンの工場で製作した。1930年代初頭には、スイスのヴォーンベダルフ、フランスのスティルクレール、オランダのメッツ＆カンパニー、イギリスのフィンマーなどヨーロッパ各国の企業と契約を結び、フィンランドから輸出した。
1933年のロンドンのフォートナム＆メイソンで開催された「Wood only」展で、アアルト夫妻がデザインした3本脚の椅子「スツール60」が好評を呼んだ。パイプ製の家具が流行していた時代において、木材をモダニズムに用いたスツール60は革新的とされた。「Wood only」展の成功によって、アアルト夫妻はインテリア用品を扱うためにアルテックを設立した。共同設立者は、実業家のマイレ・グリッセンと美術史家・批評家のニルス・グスタフ・ハールだった。ニルス・グスタフ・ハールは設立にあたって「われわれは新しい暮らしの概念を発信していくセンターとなる」と宣言した。
アルテック設立の数日前にはアアルトが設計したヴィボルグ市立図書館が完成しており、スツール60が使われた。1936年にヘルシンキに直営店がオープンし、新しい文化の発信地となった。1936年ミラノ・トリエンナーレのフィンランド館で、アイノ・アアルトはアルテックの家具を展示してグランプリを受賞した。アイノはアルテックのアートディレクターをつとめ、のちに社長に就任した。
アルテックの目標は、アートとテクノロジーを融合し、工業生産した作品を日常生活へ提供することだった。この目標は、アルヴァの友人であるスウェーデンの美術史家グレーゴル・ポールソンが1919年に提唱した「より良いものを毎日の生活に」という言葉に影響を受けている。アルテックはグローバルに活動し、特許を取得したアアルトの家具は国際的に評価された。
アルテックの家具はアアルトがデザインしたものを中心にしつつ、近年ではフィンランドのデザイナーであるイルマリ・タピオヴァーラやウルヨ・クッカプロの作品も含まれている。また、国外のデザイナーとの協同制作も進めている。坂茂はL字ユニットを組み合わせるモジュラー型の「10-UNIT SYSTEM」（2009年）、コンスタンチン・グルチッチは曲げ木を用いた回転式椅子「ライバル」（2014年）、ロナン & エルワン・ブルレックは湾曲したスチールと木材を用いた家具シリーズ「カアリ」（2015年）を発表した。

## 製品、事業

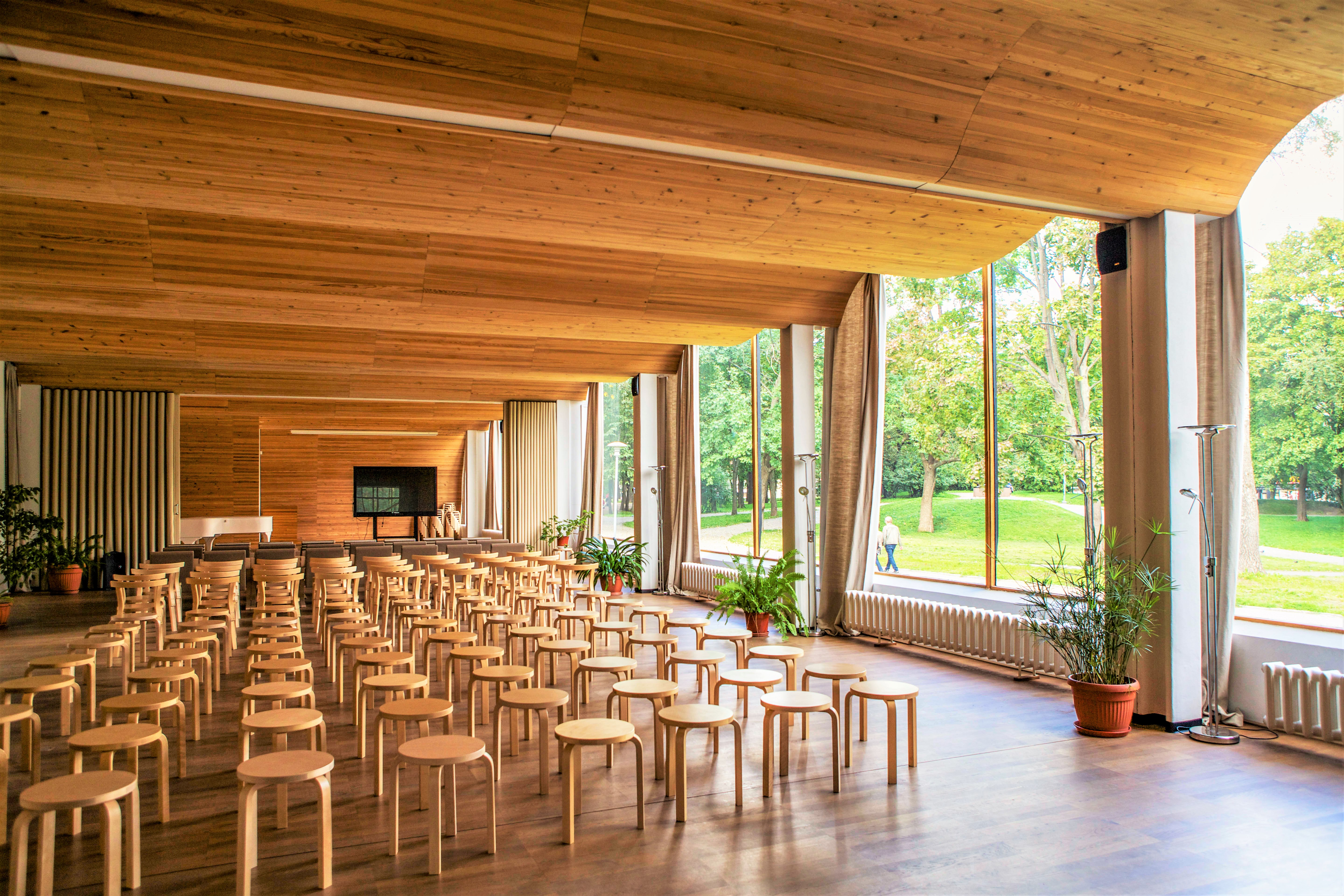
ヴィボルグ市立図書館に並べられたスツール60（手前）

家具の特徴として、機能的なデザイン、フィンランド産の素材の重視、テクノロジーとクラフトマンシップの融合、曲げ木の技術がある。2018年時点においてもアアルトが開発していた時代と同様にフィンランドのトゥルクで生産、販売されている。素材のほとんどはフィンランド産の白樺材（バーチ材）で、樹齢はおよそ80年のものが選ばれる。アルテックが創業した1930年代はフィンランドの産業が発展中で、素材の輸入は困難であり、国内の資源を使うことが望ましかった。

### 技術
アルヴァは1920年代後半から曲げ木の開発を始めた。1928年、アルヴァはパイミオのサナトリウムの建築とともに内装を手がけた。当初の家具はスチールパイプを検討したが、療養施設に合う温かみのある素材として曲げ木の実験を始めた。プライウッドと呼ばれる合板を整形・加工する技術は19世紀からあり、アアルト夫妻はプライウッドを椅子の背もたれや座面に利用した。

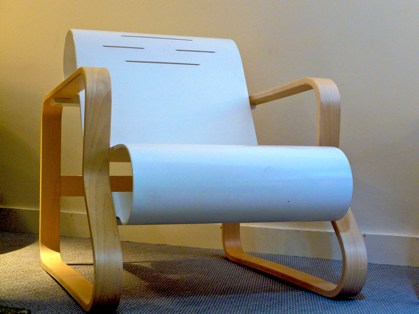
パイミオ・チェア

こうして曲げ木を使ったパイミオ・チェア（41アームチェア パイミオ）やキャンチレバーチェア（42アームチェア）と呼ばれる椅子が製造された。キャンチレバーチェアはラメラ曲げ木と呼ばれる技術を使っており、厚さ数ミリにカットした白樺材を木目と同じ方向に重ねて曲げる技法だった。パイミオ・チェアはラメラ曲げ木のフレームに合板の座板と背板がつながっている。パイミオ・チェアは座面が宙に浮いたようなデザインで、クッション張りがなくても快適な座り心地を提供した。アルテック設立前は、これらの椅子はフォカネル・テヘダスで製造・販売された。ループ型のラメラ曲げ木は、パイミオ・チェアの他にティー・トローリーや傘立て、サイドテーブルなどにも使用された。
「スツール60」には、L-レッグと呼ばれる曲げ木が使われた。脚の材料となる無垢材の先端から曲げる部分まで数ミリ間隔の切れ目を入れて、その間に薄い板をはさみ、その後にカーブをつける。これによって厚みのある無垢材を曲げて強度と耐久性を可能にした。円形の座面には複雑な接合をせず、3脚を直接ネジで固定した。L-レッグはテーブル、椅子、スツールなどの脚に使用できた。また、パーツに分割できるため輸送が合理化されていた。「スツール60」は文化施設、教育施設、住宅などに幅広く使われるようになった。4脚の「スツール E60」も生産され、販売数は数百万脚におよんだ。1946年にはL-レッグをもとにしたY-レッグ、1954年にはX-レッグも開発された。
アルテックの家具デザインの実現において、家具職人のオットー・コルホネンの存在は重要だった。伝統的な家具職人だったコルホネンはトゥルクでアアルトと出会って共同制作を行い、L-レッグの実現に協力した。2015年時点ではコルホネンのひ孫が仕事を継いでいる。工場での生産は完全なオートメーションではなく、多くの工程は人間の手を経ている。

### 美術活動
アルテックはモダニズム文化促進の一環として、国内外のモダンアートの紹介も行った。アルテックのプロデュースとグリッセンの主催による「フランス芸術展」（1938年）は、フィンランド初の女性主催の展覧会だった。フェルナン・レジェとアレクサンダー・カルダーの個展は高く評価された。1950年代にはフィンランドのモダニストや抽象芸術の展覧会も主催し、サム・ヴァンニやビルエール・カールステットらの紹介につとめた。グリッセンはフランスの芸術教育に親しんだ経験から、自由芸術学校の設立にも関わった。この学校は入学試験がなく、国外からの教員招聘にも力を入れた。1950年にはギャラリー・アルテックが開設されてアート活動を事業化し、1990年代まで運営した。